# アライアンス・オブ・アメリカン・フットボール
アライアンス・オブ・アメリカン・フットボール(AAF)はCharlie EbersolとBill Polianによって創設され、2019年に開始されたが1シーズンももたなかったプロのアメリカンフットボール・リーグである。AAFはフランチャイズではなく、中心組織が所有する8チームからなり、その本拠地はすべてアメリカ合衆国の西部および南部に位置していた。バーミンガム以外は、すべて何らかのメジャースポーツが既に存在する大都市圏を本拠地としていた。 
AAFは2019年2月9日、NFLスーパーボウルの6日後に開幕した。だが2019年4月2日、リーグの所有権を買い取っていたThomas Dundonによって競技は中止された。2日後、AAFは選手にNFLチームとの契約を許可し、リーグの唯一のシーズンは未完了のまま終了した。

## 歴史
映画製作者のCharlie Ebersolは2016年にXFLのドキュメンタリー映画を製作して以来、新たなリーグ創設を構想した。ほぼ同時に、XFLを創設したヴィンス・マクマホンがXFLの復活を構想した。Robert Vanechによれば、Ebersolは当初マクマホンからXFLのブランドを買収しようとして拒否されたという。
2018年3月20日にAAFが発表された。Ebersolは経験豊富な選手コーチさらにマネージメントチームを雇った。Ebersolは2001年のXFLの試合を見て、プレーのひどさに父親が失望したことを記憶していた。高い質のフットボールを見せるため、AAFはプロの経験のあるコーチを雇った。 

### 開幕シーズン
2018年10月16日、AAFは開幕シーズンのスケジュールを発表し、各週の土曜日と日曜日にそれぞれ二試合ずつを行うとした。
2019年2月9日、AAFは開幕した。4チームによるプレーオフが2019年4月27日から予定された。

#### 競技の中止
2019年4月2日、チェアマンのThomas Dundonの命令によりAAFはすべての競技を中止した。選手はコーチから聞かされる前にインターネットでこのニュースを知った。 選手は滞在先のホテルから追い出され、帰りの交通費は自腹となった。4月4日、AAFは公式ツイッターで選手たちがNFLチームと契約するのは自由であるとした。

## チーム
| チーム                       | 都市                        | スタジアム                             | 収容人数                   | ヘッドコーチ               |                            |                            |                            |
| イースタン・コンファレンス   | イースタン・コンファレンス  | イースタン・コンファレンス             | イースタン・コンファレンス | イースタン・コンファレンス | イースタン・コンファレンス | イースタン・コンファレンス | イースタン・コンファレンス |
| ---------------------------- | --------------------------- | -------------------------------------- | -------------------------- | -------------------------- | -------------------------- | -------------------------- | -------------------------- |
| アトランタ・レジェンズ       | アトランタ                  | ジョージアステート・スタジアム         | 24,333                     | ケビン・コイル             |                            |                            |                            |
| バーミングハム・アイアン     | バーミングハム (アラバマ州) | レギオン・フィールド                   | 71,594                     | ティム・ルイス             |                            |                            |                            |
| メンフィス・エクスプレス     | メンフィス                  | リバティボウル・メモリアル・スタジアム | 58,325                     | マイク・シングレタリー     |                            |                            |                            |
| オーランド・アポロズ         | オーランド                  | スペクトラム・スタジアム               | 44,206                     | スティーブ・スパリアー     |                            |                            |                            |
| ウェスタン・コンファレンス   |                             |                                        |                            |                            |                            |                            |                            |
| アリゾナ・ホットショッツ     | テンピ                      | サンデビル・スタジアム                 | 57,078                     | リック・ノイハイゼル       |                            |                            |                            |
| ソルトレイク・スタリオンズ   | ソルトレイクシティ          | ライス・エクルズ・スタジアム           | 45,807                     | デニス・エリクソン         |                            |                            |                            |
| サンアントニオ・コマンダース | サンアントニオ              | アラモドーム                           | 64,000                     | マイク・ライリー           |                            |                            |                            |
| サンディエゴ・フリート       | サンディエゴ                | クアルコム・スタジアム                 | 70,561                     | マイク・マーツ             |                            |                            |                            |